# Мойсес Вільярроель Ангуло
Мойсес Вільярроель Ангуло (ісп. Moisés Villarroel Angulo, нар. 27 серпня 1998, Санта-Крус-де-ла-Сьєрра) — болівійський футболіст, півзахисник клубу «Блумінг» і національної збірної Болівії.

## Клубна кар'єра
У дорослому футболі дебютував 2012 року виступами за команду «Блумінг», в якій провів три сезони, взявши участь у 20 матчах чемпіонату. 
Протягом 2015–2016 років перебував в оренді у чилійському «Універсідад де Чилі», після чого повернувся на батьківщину, ставши гравцем «Болівар», звідки згодом віддавався в оренду до «Орієнте Петролеро».
У 2019–2022 роках грав за «Хорхе Вільстерман». Відіграв за команду з Кочабамби наступні три сезони своєї ігрової кар'єри, після чого протягом двох років знову грав за «Болівар».
З 2023 року протягом сезону грав за колумбійський «Ріонегро Агілас», а 2024 року спочатку пограв за «Гвабіра», а згодом повернувся до «Блумінга».

## Виступи за збірні
2015 року дебютував у складі юнацької збірної Болівії (U-17), загалом на юнацькому рівні взяв участь у 7 іграх.
2017 року залучався до складу молодіжної збірної Болівії. На молодіжному рівні зіграв у 3 офіційних матчах.
2018 року дебютував в офіційних матчах у складі національної збірної Болівії.
У складі збірної був учасником розіграшу Кубка Америки 2021 року у Бразилії.
| Дата       | Місто          | Господарі | Результат | Гості             | Турнір                       | Голи | Примітки |
| ---------- | -------------- | --------- | --------- | ----------------- | ---------------------------- | ---- | -------- |
| 13-10-2018 | Янгон          | М'янма    | 0 – 3     | Болівія           | товариський матч             | -    | 84'      |
| 12-11-2020 | Ла-Пас         | Болівія   | 2 – 3     | Еквадор           | Відбір до ЧС 2022            | -    | 67'      |
| 18-6-2021  | Куяба          | Чилі      | 1 – 0     | Болівія           | Копа Америка 2021 - 1-й етап | -    | 90'      |
| 24-6-2021  | Куяба          | Болівія   | 0 – 2     | Уругвай           | Копа Америка 2021 - 1-й етап | -    | 46'      |
| 28-6-2021  | Ріо-де-Жанейро | Болівія   | 1 – 4     | Аргентина         | Копа Америка 2021 - 1-й етап | -    |          |
| 2-9-2021   | Ла-Пас         | Болівія   | 1 – 1     | Колумбія          | Відбір до ЧС 2022            | -    | 62' 64'  |
| 5-9-2021   | Монтевідео     | Уругвай   | 4 – 2     | Болівія           | Відбір до ЧС 2022            | -    | 59'      |
| 9-9-2021   | Буенос-Айрес   | Аргентина | 3 – 0     | Болівія           | Відбір до ЧС 2022            | -    | 31' 46'  |
| 10-10-2021 | Ла-Пас         | Болівія   | 1 – 0     | Перу              | Відбір до ЧС 2022            | -    | 2' 46'   |
| 14-10-2021 | Ла-Пас         | Болівія   | 4 – 0     | Парагвай          | Відбір до ЧС 2022            | 1    | 46'      |
| 5-11-2021  | Вашингтон      | Болівія   | 1 – 0     | Сальвадор         | товариський матч             | -    |          |
| 11-11-2021 | Ліма           | Перу      | 3 – 0     | Болівія           | Відбір до ЧС 2022            | -    |          |
| 16-11-2021 | Ла-Пас         | Болівія   | 3 – 0     | Уругвай           | Відбір до ЧС 2022            | -    | 59'      |
| 21-1-2022  | Сукре          | Болівія   | 5 – 0     | Тринідад і Тобаго | товариський матч             | -    |          |
| 28-1-2022  | Баринас        | Венесуела | 4 – 1     | Болівія           | Відбір до ЧС 2022            | -    | 71'      |
| 1-2-2022   | Ла-Пас         | Болівія   | 2 – 3     | Чилі              | Відбір до ЧС 2022            | -    | 61'      |
| 24-3-2022  | Барранкілья    | Колумбія  | 3 – 0     | Болівія           | Відбір до ЧС 2022            | -    | 84'      |
| 29-3-2022  | Ла-Пас         | Болівія   | 0 – 4     | Бразилія          | Відбір до ЧС 2022            | -    | 87'      |
| 24-9-2022  | Орлеан         | Болівія   | 0 – 2     | Сенегал           | товариський матч             | -    | 46'      |
| 19-11-2022 | Арекіпа        | Перу      | 1 – 0     | Болівія           | товариський матч             | -    | 64'      |
| 12-9-2023  | Ла-Пас         | Болівія   | 0 – 3     | Аргентина         | Відбір до ЧС 2026            | -    | 26'      |
| 12-10-2023 | Ла-Пас         | Болівія   | 1 – 2     | Еквадор           | Відбір до ЧС 2026            | -    | 67'      |
| 17-10-2023 | Асунсьйон      | Парагвай  | 1 – 0     | Болівія           | Відбір до ЧС 2026            | -    | 42'      |
| 16-11-2023 | Ла-Пас         | Болівія   | 2 – 0     | Перу              | Відбір до ЧС 2026            | -    | 57'      |
| 21-11-2023 | Монтевідео     | Уругвай   | 3 – 0     | Болівія           | Відбір до ЧС 2026            | -    |          |
| 22-3-2024  | Baraki         | Алжир     | 3 – 2     | Болівія           | товариський матч             | -    | 83'      |
| 31-5-2024  | Чикаго         | Мексика   | 1 – 0     | Болівія           | товариський матч             | -    | 78'      |
| Усього     |                | Матчів    | 27        |                   | Голів                        | 1    |          |